# Pietro Spina
Pietro Spina è un personaggio immaginario, protagonista di Vino e pane e Il seme sotto la neve, romanzi di Ignazio Silone.

## Biografia
Rimasto orfano nel Terremoto della Marsica del 1915, Pietro si trova a studiare in collegio prima di diventare un militante marxista, e per questo venne arrestato nel 1927. Deportato a Lipari, ne fuggì un anno dopo rifugiandosi in Francia. Da qui, circa un anno dopo fu espulso, così come accadde negli anni successivi anche in Svizzera e in Lussemburgo, trovando infine rifugio in Belgio. A ridosso del 1935, torna clandestinamente in Italia trovando ospitalità presso un giovanotto di Acquafredda, il quale mosso a compassione si reca dal dottor Nunzio Sacca con l'obiettivo di curare Pietro, indebolito dalle fughe dell'esilio e da una fragilità del corpo che l'ha sempre caratterizzato. Nunzio e Pietro avevano studiato insieme al collegio, così il medico si decide a curare di nascosto il suo vecchio amico.

## Aspetto e personalità
Pietro è stato sempre un ragazzo debole per via dei problemi ai polmoni, al contempo compensava questa debolezza di corpo con una forza di spirito che lo animava di fronte alle ingiustizie, soprattutto quelle rivolte verso gli altri. Da alcuni episodi accaduti in gioventù, si evince come Pietro abbia formato il suo carattere proprio in difesa dei più deboli contro i poteri tirannici.
Egli viene considerato come un tipo di rivoluzionario inconfondibile nella letteratura del '900, con una sostanziale differenza rispetto ai più temerari descritti ad esempio da Hemingway o Malraux: egli è costretto all'inattività a causa della malattia e della delazione, e dunque ad una rivolta di tipo più interiore.
Nel complesso dell'opera di Silone, Pietro Spina si pone in continuità con Berardo Viola, personaggio principale di Fontamara, al cui sacrificio Pietro dà un seguito. Egli può considerarsi un Berardo emancipato, che vediamo dapprima in fuga (Vino e pane) e successivamente porgere i polsi alle manette (Il seme sotto la neve). In ogni situazione, per l'intero arco dei tre romanzi, si mette in evidenza come l'avversario riesca fisicamente a prevalere, su Berardo prima e Pietro dopo. I due sono inoltre accomunati dallo spirito di sacrificio: da una parte, Berardo aveva intuito un modo per fare del bene ai cafoni attraverso un gesto esemplare, dall'altra, Pietro si offre per conservare la libertà a chi è fuori dalle colpe del mondo, ma in entrambi i casi si rivela una volontà d'offerta e di annullamento nell'atto della carità.

## Curiosità
Pietro Spina può essere considerato l'alter ego letterario dello stesso Ignazio Silone, per via degli innumerevoli punti in comune tra le vite dei due. La trasposizione letteraria infatti rispecchia l'esperienza e i problemi dell'autore coi loro contrasti, seppur nei modi della finzione letteraria. Questo si evince particolarmente dagli scritti più biografici di Silone, in particolare con Uscita di sicurezza.